# Copa Panamericana de Hockey sobre césped femenino de 2004
La Copa Panamericana de Hockey sobre Césped femenino de 2004 se celebró en Bridgetown (Barbados) entre el 21 y el 28 de abril de 2004. El ganador del torneo obtuvo una plaza al campeonato mundial y el 2° puesto obtuvo un lugar en el repechaje.

## Formato de competición
Los ocho equipos se dividieron en dos grupos  y disputaron un sistema de todos contra todos. Los dos mejores de cada grupo clasificaron a las Semifinales y los 2 peores se enfrentaron por el 5°, 6° y 7° puesto. Los ganadores de las semifinales clasificaron a la final, y los perdedores al partido por el 3° lugar.

## Grupos
| Grupo A               | Grupo B           |
| --------------------- | ----------------- |
| Argentina             | Estados Unidos    |
| Canadá                | Uruguay           |
| Chile                 | Barbados          |
| Antillas Neerlandesas | Trinidad y Tobago |

## Primera fase

### Grupo A
| Equipo                | J | G | E | P | GF | GC | DG  | PTS |
| --------------------- | - | - | - | - | -- | -- | --- | --- |
| Argentina             | 3 | 3 | 0 | 0 | 31 | 1  | +30 | 9   |
| Canadá                | 3 | 2 | 0 | 1 | 11 | 4  | +7  | 6   |
| Chile                 | 3 | 1 | 0 | 2 | 6  | 13 | -7  | 3   |
| Antillas Neerlandesas | 3 | 0 | 0 | 3 | 0  | 30 | -30 | 0   |

- Resultados

| Fecha | Hora¹ | Partido               | Partido | Partido               |
| ----- | ----- | --------------------- | ------- | --------------------- |
| 21.04 | 18:30 | Chile                 | 6-0     | Antillas Neerlandesas |
| 21.04 | 20:00 | Argentina             | 4-1     | Canadá                |
| 22.04 | 18:00 | Canadá                | 8-0     | Antillas Neerlandesas |
| 22.04 | 20:00 | Chile                 | 0-11    | Argentina             |
| 24.04 | 08:30 | Canadá                | 2-0     | Chile                 |
| 24.04 | 16:00 | Antillas Neerlandesas | 0-16    | Argentina             |

### Grupo B
| Equipo            | J | G | E | P | GF | GC | DG  | PTS |
| ----------------- | - | - | - | - | -- | -- | --- | --- |
| Estados Unidos    | 3 | 3 | 0 | 0 | 18 | 1  | +17 | 9   |
| Uruguay           | 3 | 2 | 0 | 1 | 6  | 3  | +3  | 6   |
| Barbados          | 3 | 0 | 1 | 2 | 4  | 14 | -10 | 1   |
| Trinidad y Tobago | 3 | 0 | 1 | 2 | 2  | 12 | -10 | 1   |

- Resultados

| Fecha | Hora¹ | Partido           | Partido | Partido           |
| ----- | ----- | ----------------- | ------- | ----------------- |
| 21.04 | 08:30 | Estados Unidos    | 9-0     | Trinidad y Tobago |
| 21.04 | 10:30 | Barbados          | 1-5     | Uruguay           |
| 22.04 | 08:30 | Uruguay           | 1-0     | Trinidad y Tobago |
| 22.04 | 16:00 | Estados Unidos    | 7-1     | Barbados          |
| 24.04 | 18:00 | Uruguay           | 0-2     | Estados Unidos    |
| 24.04 | 20:00 | Trinidad y Tobago | 2-2     | Barbados          |

### 5 al 8 Puesto
| Fecha | Hora¹ | Partido               | Partido | Partido           | Resultado |
| ----- | ----- | --------------------- | ------- | ----------------- | --------- |
| 25.04 | 18:00 | Chile                 | -       | Trinidad y Tobago | 4-2       |
| 25.04 | 20:30 | Antillas Neerlandesas | -       | Barbados          | 0-3       |

### 7 Puesto
| Fecha | Hora¹ | Partido           | Partido | Partido               | Resultado |
| ----- | ----- | ----------------- | ------- | --------------------- | --------- |
| 27.04 | 17:30 | Trinidad y Tobago | -       | Antillas Neerlandesas | 1-3       |

### 5 Puesto
| Fecha | Hora¹ | Partido | Partido | Partido  | Resultado |
| ----- | ----- | ------- | ------- | -------- | --------- |
| 27.04 | 20:00 | Chile   | -       | Barbados | 5-2       |

## Segunda fase

### Semifinales
| Fecha | Hora¹ | Partido   | Partido | Partido        | Resultado |
| ----- | ----- | --------- | ------- | -------------- | --------- |
| 26.04 | 17:30 | Argentina | -       | Uruguay        | 11-0      |
| 26.04 | 20:00 | Canadá    | -       | Estados Unidos | 3-4       |

### 3 Puesto
| Fecha | Hora¹ | Partido | Partido | Partido | Resultado |
| ----- | ----- | ------- | ------- | ------- | --------- |
| 28.04 | 16:30 | Uruguay | -       | Canadá  | 0-5       |

### Final
| Fecha | Hora¹ | Partido   | Partido | Partido        | Resultado |
| ----- | ----- | --------- | ------- | -------------- | --------- |
| 28.04 | 19:00 | Argentina | -       | Estados Unidos | 3-0       |

| Campeón de la Copa Panamericana 2004 |
| ------------------------------------ |
| Argentina Segundo Título             |

### Clasificación general
1. Argentina
2. Estados Unidos
3. Canadá
4. Uruguay
5. Chile
6. Barbados
7. Antillas Neerlandesas
8. Trinidad y Tobago

## Clasificados al Mundial 2006
| Bandera de Argentina |
| Argentina            |
| -------------------- |